# Prosopocoilus inquinatus inquinatus
Prosopocoilus inquinatus inquinatus es una subespecie de coleóptero de la familia Lucanidae.

## Distribución geográfica
Habita en la India.